# Danh sách đảo Singapore
Đây là một danh sách các đảo của Singapore. Hoạt động cải tạo đất quy mô lớn trong các thế kỷ qua khiến cho nhiều đảo cũ của Singapore liền với nhau và tạo nên các đảo lớn hơn. Hiện nay,  Singapore có khoảng 63 đảo, trong đó 3 đảo có người cư trú, bao gồm đảo chính Singapore, và 7 đảo do Lực lượng vũ trang Singapore (SAF) quản lý.

## Danh sách đảo

### Dân dụng
| Đảo                                                | Khu quy hoạch     | Vùng           | Diện tích (km²) |
| -------------------------------------------------- | ----------------- | -------------- | --------------- |
| Singapore                                          | —                 | —              | 710             |
| Đảo Serangoon (Coney)                              | Punggol           | Vùng Đông-Bắc  | 1,33            |
| Sentosa                                            | Quần đảo Nam      | Vùng Trung tâm | 4,71            |
| Đảo Ubin                                           | Quần đảo Đông-Bắc | Vùng Đông-Bắc  | 10,19           |
| Đảo Kusu                                           | Quần đảo Nam      | Vùng Trung tâm | 0,085           |
| Pedra Branca                                       | Changi Bay        | Vùng Đông      | 0,00856         |
| Đảo Anak Bukom                                     | Quần đảo Tây      | Vùng Tây       | 0,002           |
| Đảo Berkas                                         | Quần đảo Tây      | Vùng Tây       | 0,26            |
| Đảo Biola (Violin)                                 | Quần đảo Nam      | Vùng Trung tâm | 0,004           |
| Đảo Brani                                          | Quần đảo Nam      | Vùng Trung tâm | 1,22            |
| Đảo Bukom                                          | Quần đảo Tây      | Vùng Tây       | 1,45            |
| Đảo Bukom Kechil                                   | Quần đảo Tây      | Vùng Tây       | —               |
| Đảo Buloh (khu bảo tồn đất ngập nước Sungei Buloh) | Lim Chu Kang      | Vùng Bắc       | 1,3             |
| Đảo Damar Laut                                     | Jurong East       | Vùng Tây       | —               |
| Đảo Damien                                         | Quần đảo Đông-Bắc | Vùng Đông-Bắc  | —               |
| Đảo Hantu                                          | Quần đảo Tây      | Vùng Tây       | 0,126           |
| Đảo Keppel                                         | Quần đảo Tây      | Vùng Trung tâm | 0,053           |
| Đảo Ketam                                          | Quần đảo Đông-Bắc | Vùng Đông-Bắc  | —               |
| Đảo Khatib Bongsu                                  | Simpang           | Vùng Bắc       | —               |
| Đảo Malang Siajar                                  | Quần đảo Đông-Bắc | Vùng Đông-Bắc  | —               |
| Đảo Palawan                                        | Quần đảo Nam      | Vùng Trung tâm | 0,004           |
| Đảo Jong                                           | Quần đảo Tây      | Vùng Tây       | 0,006           |
| Đảo Sakijang Bendera (Saint John's)                | Quần đảo Nam      | Vùng Trung tâm | 0,405           |
| Đảo Sakijang Pelepah (Lazarus)                     | Quần đảo Nam      | Vùng Trung tâm | 0,47            |
| Đảo Salu                                           | Quần đảo Tây      | Vùng Tây       | —               |
| Đảo Samulun                                        | Quần đảo Tây      | Vùng Tây       | 0,004           |
| Đảo Satumu                                         | Quần đảo Tây      | Vùng Tây       | 0,013           |
| Đảo Sebarok (Middle)                               | Quần đảo Tây      | Vùng Tây       | 0,468           |
| Đảo Sekudu                                         | Quần đảo Đông-Bắc | Vùng Đông-Bắc  | —               |
| Đảo Seletar                                        | Simpang           | Vùng Bắc       | 0,385           |
| Đảo Seringat                                       | Quần đảo Nam      | Vùng Trung tâm | —               |
| Đảo Seringat Kechil                                | Quần đảo Nam      | Vùng Trung tâm | —               |
| Đảo Subar Darat (Sisters')                         | Quần đảo Nam      | Vùng Trung tâm | 0,056           |
| Đảo Tekukor                                        | Quần đảo Nam      | Vùng Trung tâm | —               |
| Đảo Unum                                           | Quần đảo Đông-Bắc | Vùng Đông-Bắc  | —               |
| Bãi cạn Sultan                                     | Tuas              | Vùng Tây       | 0,006           |

### Quân sự
| Vùng         | Khu quy hoạch          | Vùng          | Diện tích (km²) |
| ------------ | ---------------------- | ------------- | --------------- |
| Đảo Tekong   | Quần đảo Đông-Bắc      | Vùng Đông-Bắc | 24,43           |
| Đảo Sudong   | Quần đảo Tây           | Vùng Tây      | 2,09            |
| Đảo Pawai    | Quần đảo Tây           | Vùng Tây      | 0,182           |
| Đảo Senang   | Quần đảo Tây           | Vùng Tây      | 0,817           |
| Đảo Bajau    | Khu Tích nước Phía Tây | Vùng Tây      | —               |
| Đảo Pergam   | Khu Tích nước Phía Tây | Vùng Tây      | —               |
| Đảo Sarimbun | Khu Tích nước Phía Tây | Vùng Tây      | 0,014           |

### Đảo nhân tạo
| Đảo               | Khu quy hoạch | Vùng           | Diện tích (km²) |
| ----------------- | ------------- | -------------- | --------------- |
| Chinese Garden    | Jurong East   | Vùng Tây       | —               |
| Đảo Coral         | Quần đảo Nam  | Vùng Trung tâm | 0,017           |
| Đảo Paradise      | Quần đảo Nam  | Vùng Trung tâm | —               |
| Đảo Pearl         | Quần đảo Nam  | Vùng Trung tâm | 0,019           |
| Đảo Punggol Barat | Seletar       | Vùng Đông-Bắc  | 1,92            |
| Đảo Punggol Timor | Seletar       | Vùng Đông-Bắc  | 1,12            |
| Đảo Semakau       | Quần đảo Tây  | Vùng Tây       | 3,5             |
| Đảo Sandy         | Quần đảo Nam  | Vùng Trung tâm | 0,0007          |
| Đảo Jurong        | Quần đảo Tây  | Vùng Tây       | 32              |
| Đảo Treasure      | Quần đảo Nam  | Vùng Trung tâm | —               |

### Đảo cũ
| Đảo                      | Khu quy hoạch | Ghi chú                                                          |
| ------------------------ | ------------- | ---------------------------------------------------------------- |
| Đảo Christmas            | —             | Chủ quyền được chuyển giao cho Australia vào năm 1957            |
| Quần đảo Cocos (Keeling) | —             | Chủ quyền được chuyển giao cho Australia vào năm 1955            |
| Đảo Saigon               | Trung Hoàn    | Nhập vào bờ nam của sông Singapore vào cuối thế kỷ 20t           |
| Terumbu Retan Laut       | Queenstown    | Hợp nhất để tạo thành cảng container Pasir Panjang của đảo chính |
| Đảo Selugu               | Quần đảo Nam  | Hợp nhất để tạo thành Sentosa                                    |
| Đảo Renggis              | Quần đảo Nam  | Hợp nhất để tạo thành Sentosa                                    |
| Đảo Buaya                | Quần đảo Tây  | Hợp nhất để tạo thành đảo Jurong                                 |
| Đảo Sakra                | Quần đảo Tây  | Hợp nhất để tạo thành đảo Jurong                                 |
| Đảo Bakau                | Quần đảo Tây  | Hợp nhất để tạo thành đảo Jurong                                 |
| Đảo Ayer Chawan          | Quần đảo Tây  | Hợp nhất để tạo thành đảo Jurong                                 |
| Đảo Ayer Merbau          | Quần đảo Tây  | Hợp nhất để tạo thành đảo Jurong                                 |
| Đảo Merlimau             | Quần đảo Tây  | Hợp nhất để tạo thành đảo Jurong                                 |
| Đảo Pesek                | Quần đảo Tây  | Hợp nhất để tạo thành đảo Jurong                                 |
| Đảo Pesek Kechil         | Quần đảo Tây  | Hợp nhất để tạo thành đảo Jurong                                 |
| Đảo Seraya               | Quần đảo Tây  | Hợp nhất để tạo thành đảo Jurong                                 |
| Đảo Meskol               | Quần đảo Tây  | Hợp nhất để tạo thành đảo Jurong                                 |
| Đảo Mesemut Laut         | Quần đảo Tây  | Hợp nhất để tạo thành đảo Jurong                                 |
| Đảo Mesemut Darat        | Quần đảo Tây  | Hợp nhất để tạo thành đảo Jurong                                 |
| Đảo Anak                 | Quần đảo Tây  | Hợp nhất để tạo thành đảo Jurong                                 |
| Đảo Busing               | Quần đảo Tây  | Hợp nhất để tạo thành Đảo Bukom                                  |
| Đảo Ular                 | Quần đảo Tây  | Hợp nhất để tạo thành Đảo Bukom                                  |
| Đảo Seking               | Quần đảo Tây  | Hợp nhất để tạo thành Đảo Semakau                                |